# Rand (topologi)

Ett område (ljusblått) med sin rand (mörkblå).

Inom topologi definieras randen av ett område som de punkter där det i varje omgivning till en sådan punkt (hur liten man än väljer den) går att hitta både punkter som tillhör området och sådana som inte tillhör området. En punkt som tillhör randen kallas randpunkt.
Randen kan tillhöra området eller ej. Randkonceptet är topologiskt, så om man byter topologi kan randen för en mängd ändras.
För vanliga geometriska figurer kallar man ofta randen för dess omkrets.
I dagligt tal kallas randen ibland för ände.

## Definitioner
Låt S vara ett område i X, då följande definitioner av randen {\displaystyle \partial S} är ekvivalenta:
- Slutna höljet av S med det inre borttaget:

{\displaystyle \partial S={\overline {S}}\setminus S^{o}}
- Snittet mellan slutna höljet av komplementet till S respektive S:

{\displaystyle \partial S={\overline {S}}\cap {\overline {S^{c}}}}
- Mängden av punkter p så att varje omgivning av p innehåller minst en punkt som tillhör S och minst en som inte tillhör S.

## Exempel
Exempel för reella talen (med den vanliga topologin):
{\displaystyle \partial [0,5]=\partial [0,5[=\partial ]0,5]=\partial ]0,5[=\{0,5\}}
{\displaystyle \partial \varnothing =\varnothing }
{\displaystyle \partial \mathbb {Q} =\mathbb {R} }
där det sista följer av att Q är en tät delmängd till R med tomt inre.

## Egenskaper
- Randen till en mängd är sluten,
- Randen till en mängd är samma som randen till komplementet av mängden.
- En mängd är sluten om och endast om randen tillhör mängden.
- En mängd är öppen om och endast om randen är disjunkt från mängden.
- Slutna höljet av en mängd är mängden med sin rand:

{\displaystyle {\overline {A}}=A\cup \partial A}.
- Randen till en mängd är tom om och endast om mängden är både öppen och sluten.